# 王子の優雅な生活（仮）
『王子の優雅な生活(仮)』（おうじのゆうがなせいかつ（かり））は、紫堂恭子による日本の漫画作品。季刊漫画雑誌『夢幻館』（朝日新聞社）に2006年10月から連載開始。同誌がVol.21（2009年4月発売）を最後に休刊した後は、事実上の後継誌であるウェブコミック誌『ホラー&ファンタジー倶楽部』に移行し、2009年9月に完結した。単行本は朝日新聞出版より全3巻。

## あらすじ
平和なハドリエル王国で、国王と王子が王都を離れている間にアガレス公爵によるクーデターが勃発。お気楽で無能で天然と評判のアンドレア王子は、運良く王領森林に逃れ、反撃の機会をうかがいつつ、優雅でマイペースな生活を始めることになる。
極度の世間知らずで、王侯貴族以外は「食べ物を食べなくても生きて行ける」と本気で思い込んでいたような天然王子だったが、貧しい庶民の生活や、王の名を借りた貴族たちの圧政と横暴に触れ、世直しのために仲間たちと共に簒奪者であるアガレス“新国王”から王座を奪還する。

## 主な登場人物

### 王子と仲間たち
アンドレア王子
主人公。ハドリエル王国の王子で、金茶の巻き毛が特徴の美青年で自他共に認める天然王子。何も出来ないボンクラと思われていたが、狩りの腕は一流、剣の腕は超一流、「追い剥ぎ」としては天下一品という変わり種。生活物資がない森での暮らしにもすぐに順応し、足りない物は自分に向けられた追っ手を返り討ちにして身ぐるみを剥ぎ、剣や鎧を売り払った金で調達する。また、城で散々本物の幽霊を見てきたせいで肝っ玉が図太く動じない。
反面極度の世間知らずで、王侯貴族以外は「食べ物を食べなくても生きて行ける」と本気で思い込んでいた。また、着替えや身の回りの世話はすべて召使いがしていたせいで、人前で全裸になっても平気。自分を裏切り陥れたピゴット卿に何度となく煮え湯を飲ませる。
ところがアローから庶民の暮らしぶりを聞き知るにつけ、それまで自分たち王族がどれだけ民の暮らしを無視して贅沢に振る舞ってきたかを知り、また民が貧しさと弱さから惨い真似をしてきたことを知ったことで、世直しのために王座奪還を目指すようになる。
アロー
もう一人の主人公。貧しい農民出身の青年で、王領森林の狩り城の下働き。運悪く王位簒奪の陰謀劇の巻き添えを食い、王子、ライオネルと逃亡生活をする羽目に陥る。王子のワガママに振り回される下僕として悲惨な生活を送っていたが、ライオネルがいなくなってからは王子の無茶に振り回され危険な目に遭うようになる。
ところが、王領森林に暮らすイリヤという可愛らしい娘と知り合い恋仲に発展。王子のマイペースにも慣れるや、その包容力や性格の良さを慕うようになる。
アンドレアの戴冠後も側近として宮廷でワガママと天然に振り回される。
ライオネル執政官
アンドレア王子の政務官でお目付け役。角刈り頭に丸メガネが特徴の、生真面目で有能な青年。厳しくも王子に忠実で、天然ボケをかます王子のツッコミ役。頭は良いが腕っ節に関してはからっきし頼りにならない。
謀反発生後は王子をすみやかに脱出させ、全容解明に向けて情報探索に奔走。その間のお守り役はアローに押しつける。やがて、他の王族や味方勢力と連携をとるため王都方面に出向する。
アンドレアの戴冠後も有能な政務官として引き続き補佐する。
イリヤ
森林の手入れを条件に王領森林に住むことを許された民人の娘。偶然からアンドレア王子たちと出会い、王子たちの森での生活を手助けするようになる。アローに一目惚れして相思相愛に。ピゴット卿に見つかり危険な目に遭うなどするも王子とアローの活躍に救われる。
イリヤの祖父
森林の手入れを条件に王領森林に住むことを許された民人の老人。アンドレア王子たちの森での生活を手助けし、王子からは「森の師匠」と呼ばれる。
ゴント
村はずれの森の中に住む、偏屈な老人。庶民の生活を顧みない領主ピゴット卿の圧政から、貴族に対して強い偏見と不信を抱いている。アンドレア王子からは「政治の先生」と呼ばれる。
セリーナ
街でみかけた良い女で良からぬ連中に絡まれていたところを王子に救われナンパされる。実はギルバートの幼馴染。貧しい庶民の娘で身分違いの恋に破れ、その後、家庭の事情などから身売りして娼婦に身を落とす。「親戚の誰か」が借金を肩代わりしてくれたおかげで慎ましくまっとうな暮らしに戻っていた。王子と知り合ったことでイリアと親しくなるが、王子の探索を命じられるギルバート卿と再会。思い悩むようになる。更にはセリーナの過去を知り執拗に追い回す男に見つかってしまう。

### 王子を狙う者たち
ギルバート・グランデル森林官
王領森林を管理する美青年。若いが誠実でやり手という評判の人物。ピゴット卿の命令でアンドレア王子の追っ手に加わったが、傲慢で身勝手なピゴット卿には当初から好感を持っていなかった。逆に追っ手を鮮やかにかわす王子のしたたかな強さに惹かれるようになる。やがて、王子が偶然にも幼馴染みのセリーナと知り合いになったことで気もそぞろとなる。
セリーナへの想いと身分や役目との板挟みに悩んでいたのだが、自分の窮地を見事な計略で救ってくれた王子に恩義を感じ、デュックの人質作戦では囮役となる。さらにはセリーナの危機も救って貰ったことから遂に地位を捨て、王子の側に味方する覚悟を決める。
森林官の職を失う覚悟だったが、アンドレアスの戴冠後はピゴット卿にかわって領主となる。セリーナとも晴れて結ばれた。
ウィリアム・ピゴット卿
アンドレア王子の狩り友達で、狩り城のある領地を治めている貴族の若当主。王子に対し良き友人として振舞っていたが、クーデターが起きるや一転して王子の身を狙う。
その実領民に圧政を敷く傲慢で身勝手な男だが間が抜けており、慣れない森の中で探索に手間取るうち、王子の追い剥ぎ被害に幾度となく遭い、部下はおろか自分までもが人々の物笑いの種にされる。ギルバートが探索に加わってからも独断専行がもとで失敗続き。あまりな不甲斐なさに民の信望を失う。やがて討伐軍を受け入れたせいで城の財政は傾き、陽動作戦の間に城は陥落する。
アンドレアが王座を奪還してからは一転お尋ね者となり森のほとりで一から出直す生活を強いられる。
デュック
アガレス新王の部下。アンドレア討伐のために都から派遣される。狡猾な指揮官。街の人々を人質に取り反逆罪で処刑し、王子の声望を落とそうとするがギルバートの活躍により人質作戦を破られる。討伐の手勢を集め森を包囲攻撃するがその間にピゴット城が陥落。城を包囲するうちに王子は都でアガレスを捕縛したため逃げ出した。
アガレス公爵
クーデターを起こし王位に就いた新国王。もうひとつの王家であるランベルト家の血筋で、アンドレア王子の従兄。自身の王位を磐石にするため、王子の身柄を狙っている。強欲で戦好きで知られ、貧しさに苦しむ国民の生活を顧みるより貿易や戦による国力の拡大を望んでいる。
だが、周辺国から攻撃があるとの虚報戦術に惑わされ、密かに王都を脱出し自城に戻ろうとした所をアンドレアに捕縛されて呆気なく野望が潰える。

## 書籍情報
単行本は朝日新聞出版より全3巻。
1. 2008年3月7日発売 ISBN 978-4022131164
2. 2009年6月5日発売 ISBN 978-4022131379
3. 2010年11月5日発売 ISBN 978-4022140494

電子書籍版の取り扱いもされている。